# Almăjel
Almăjel – wieś w Rumunii, w okręgu Mehedinți, w gminie Vlădaia. W 2011 roku liczyła 733 mieszkańców.